# Davinder Singh Kang
Davinder Singh Kang (Chak Shakur, Distrito de Jalandhar, Punyab, India, 18 de diciembre de 1988) es un atleta de nacionalidad india. En su carrera deportiva ostenta una participación en el Campeonato Mundial de Atletismo.

## Trayectoria deportiva
Inició en la práctica del lanzamiento de la jabalina desde la adolescencia. Sus marcas a nivel sénior entre los años 2009 y 2015 no sobrepasaban los 80 m, habiendo realizado su mejor lanzamiento en el 2014 con una distancia de 78,57 m. Fue hasta el 2016 cuando consiguió su mejor marca más allá de los 80 m la cual superó por 21 cm.
En mayo del 2017, en Patiala, logró por primera vez en su carrera clasificar al campeonato mundial al lograr un registro de 84,57 m. Posteriormente, en julio, se presentó al campeonato asiático donde se hizo de la medalla de bronce con una marca de 83,29 m, pese a que su participación estaba en duda al haber fallado un examen antidopaje por marihuana, de la que no se le inició alguna investigación.
Singh Kang asistió al campeonato del mundo de Londres en medio de falta de apoyo económico, dudas sobre su desempeño, y su presencia en segundo plano por la participación de la joven promesa Neeraj Chopra de quien se esperaba un exitoso resultado.
Sin embargo, sin el apoyo de un entrenador y con una lesión en el hombro derecho, logró por primera vez en la historia del campeonato que un indio clasificara para la final de la prueba. Lo hizo con un lanzamiento de 84,22 m, mientras que Chopra quedó fuera por la disputa por las medallas. En la tabla final, habiendo estado impedido por la lesión, se ubicó  la 12.ª posición de los 13 competidores con un registro de 80,02 m.
En febrero de 2018 nuevamente las sospechas de dopaje recayeron sobre Singh Kang por el hallazgo de un esteroide en la muestra recogida el 15 de mayo de 2017 en el Grand Prix de Nueva Delhi. Su caso quedó en manos de la IAAF que en el mes de mayo del mismo año hizo saber que el atleta era acreedor a una advertencia.

## Vida privada
Davinder Singh Kang es el hijo de un agricultor y ostenta el grado de alférez en las Fuerzas Armadas de India.

## Marcas personales
| Prueba                  | Marca   | Lugar         | Fecha      |
| ----------------------- | ------- | ------------- | ---------- |
| Lanzamiento de jabalina | 84,57 m | Patiala (IND) | 07/05/2017 |